# Beaumarquet aurore
Pytilia phoenicoptera
Espèce
Statut de conservation UICN

 LC  : Préoccupation mineure
Le Beaumarquet aurore (Pytilia phoenicoptera) est une espèce de passereaux appartenant à la famille des Estrildidae.

## Description
Cet oiseau mesure environ 12 cm de longueur. Il présente un dimorphisme sexuel.
Le mâle a la tête gris clair striée de gris foncé, le dos gris cendré, les ailes et le croupion rouge cramoisi, la queue tirant sur le noir et le ventre gris barré de blanc.
La femelle est plus brune avec davantage de taches sur la poitrine et le ventre.
Chez les deux sexes, les yeux sont marron, le bec noir et les pattes brun roux clair.

## Répartition
Cet oiseau vit en Afrique.

## Habitat
Cette espèce fréquente les milieux avec des hautes herbes et des buissons, souvent à proximité des villages.

## Alimentation
Cette espèce consomme des graines et des insectes.

## Sous-espèces
Cet oiseau est représenté par trois sous-espèces :
- phoenicoptera ;
- emini ;
- lineata.